# Galappelwesp
De galappelwesp (Cynips quercusfolii L.) is een galwesp uit de familie van de echte galwespen (Cynipidae). 

## Kenmerken
Deze 3 tot 4 mm grote, bruine tot zwarte galwesp heeft een zijdelings afgeplat lichaam en vrij lange vleugels. 

## Levenscyclus
Deze insectivore wesp veroorzaakt tot 3 cm grote, gele tot rode galappels op de onderkant van de bladeren van onder andere de zomereik. De gal bestaat uit een woekering van het bladweefsel. 
De eikengalwesp heeft twee generaties per jaar. Het vrouwtje zet in de zomer na de paring de eitjes af op de nerven aan de onderkant van de bladeren van de eik. Het blad wordt door het eitje en later door de larve aangezet tot het vormen van een gal, waarin in een kleine ruimte de larve zich ontwikkelt en die zich in de herfst verpopt. In de winter komt uit de pop een vrouwtje dat zich een weg naar buiten vreet en haar onbevruchte eieren in de toppen van de bladknoppen legt. Nu worden 2 tot 3 mm grote, roodharige gallen gevormd. Uit de poppen in deze gallen komen in mei en juni zowel vrouwtjes als mannetjes. Deze wespen zijn kleiner dan de vrouwtjes van de wintergeneratie. Door dit verschil in grootte dacht men vroeger dat het ging om twee verschillende bladwespensoorten, die Cynips quercusfolii en Spathegaster taschenbergi genoemd werden.

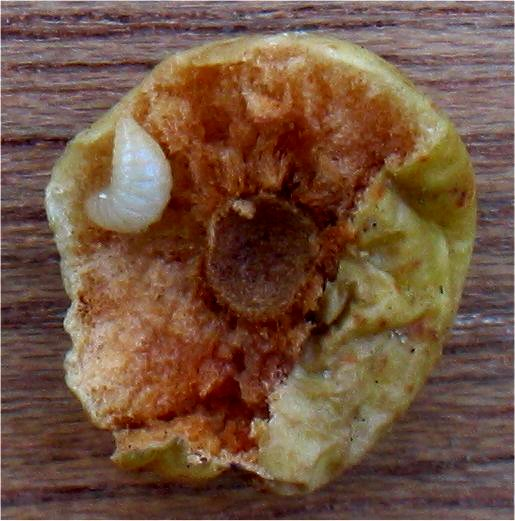
Larve